# The Sound Pattern of English
The Sound Pattern of English (Het klankpatroon van het Engels, ook wel afgekort tot SPE) is een boek uit 1968 over de fonologie van het Engels door de Amerikaanse taalgeleerden Noam Chomsky en Morris Halle. Het boek wordt gezien als een van de standaardwerken in de fonologie uit de twintigste eeuw en heeft vrijwel al het volgende onderzoek direct of indirect beïnvloed.
In SPE presenteren Chomsky en Halle een zeer breed overzicht over allerlei aspecten van de klankstructuur van het Engels. Theoretisch gezien staat het boek in de traditie van de vroege generatieve taalkunde; de technieken die in SPE op de fonologie worden toegepast, zijn door Chomsky in vrijwel identieke vorm toegepast op de zinsbouw in zijn boek Aspects of the Theory of Syntax (1965).
Op een aantal manieren brak SPE met eerder structuralistisch onderzoek naar de fonologie. Een belangrijk verschil is dat in de fonologische analyses verwezen wordt naar syntactische structuur. In het structuralisme werd een dergelijke vermenging van niveaus als ongewenst gezien. Een ander verschil is dat er gebruikgemaakt wordt van transformationele regels.
Een interessant aspect aan SPE is dat een belangrijk deel van de aannames van de eerdere hoofdstukken wordt weersproken in het laatste hoofdstuk (Chapter Nine). In dit hoofdstuk wordt aangetoond dat de rest van het boek te logisch-wiskundig is en te weinig rekening houdt met wat het menselijk spraakorgaan fysiek en fysisch allemaal wel of niet vermag. In dit laatste hoofdstuk wordt getracht dit tekort te repareren.
Latere uitbreidingen van de generatieve grammatica bouwden voort op SPE. Zo worden in de autosegmentele fonologie de inzichten in de structuur van woorden verfijnd, en presenteert de optimaliteitstheorie een alternatieve manier om fonetische vormen af te leiden.

## Edities
- Chomsky, Noam and Halle, Morris. The Sound Pattern of English. Harper & Row. New York: 1968. Een tweede (ongewijzigde) druk verscheen in 1994 bij The MIT Press.